# Scutovertex spinipes
Scutovertex spinipes är en kvalsterart som beskrevs av Berlese 1916. Scutovertex spinipes ingår i släktet Scutovertex och familjen Scutoverticidae. Inga underarter finns listade i Catalogue of Life.